# Administración Federal de Carreteras
La Administración Federal de Carreteras (Federal Highway Administration o FHWA en inglés) es una división del Departamento de Transporte de los Estados Unidos especializada en transporte por carretera. Las principales actividades de la agencia se dividen en dos programas, el Programa de ayudas federales a las carreteras y el Programa de terrenos federales para carreteras. Antes de su creación, estas responsabilidades recaían en la Oficina de Consultas de Carreteras y la Oficina de Carreteras Públicas.